# Pastori e macellai
Pastori e macellai (Shepherds and Butchers) è un film del 2016 diretto da Oliver Schmitz.
Il soggetto è tratto dall'omonimo romanzo di Chris Marnewick.

## Trama
Sudafrica, 1987. Un giovane bianco, Leon Labuschagne, guida stanco, sotto la pioggia perdendo sangue da un orecchio. Improvvisamente incrocia un pulmino con 7 ragazzi di colore che gli urlano contro per non avere rispettato la precedenza. Le due macchine si inseguono per un po’, poi si fermano in un piazzale. I ragazzi neri scendono dal pulmino e il giovane spara contro di loro con una pistola, uccidendoli tutti.
Al processo che segue la strage, la difesa viene assunta pro bono da John Weber, celebre avvocato fortemente contrario alla pena di morte.
L’avvocato Weber imposta la linea difensiva sul lavoro dell’omicida, che nonostante la giovane età, già da qualche anno è guardia carceraria nel braccio della morte. L’avvocato sostiene che  questa attività, iniziata quando l’imputato aveva solo 17 anni, le condizioni di lavoro, l’impreparazione psicologica, l'elevatissimo numero di esecuzioni eseguite per impiccagione, abbiano creato in lui squilibri mentali tali da renderlo non penalmente responsabile di quanto accaduto. Pur senza ricevere molta collaborazione nemmeno dal suo stesso assistito, l’avvocato riesce a scoprire che il giorno della strage, era avvenuta una sommossa da parte dei prigionieri. Partendo da questo, durante un drammatico interrogatorio in aula, riesce a far parlare il suo cliente e pian piano fa luce su quanto accaduto. I sette condannati a morte di quel giorno si erano rifiutati di collaborare, tanto da costringere i carcerieri a usare una camicia di forza per poterli impiccare. Uno di loro non morì immediatamente all’impatto, e Leon dovette risollevarlo e lasciarlo nuovamente cadere altre due volte. In più quel giorno toccò proprio a Leon dover portare le salme al cimitero e seppellirle, sotto la pioggia battente. Fu al ritorno da questo triste incarico, stanco, ferito a un orecchio per un precedente incidente, che l’imputato entrò in contatto con il pulmino dei ragazzi di colore. Lo scatto del portello del furgone, tanto simile al rumore della botola che si spalanca sotto i piedi dei condannati a morte, fece scattare la molla omicida in Leon, che senza capire cosa stesse facendo, cominciò a sparare.
Nell’arringa finale, la difesa insiste soprattutto sulla insopportabile dicotomia che si crea nell’animo di chi, come Leon, entra a contatto con i condannati, li aiuta, li assiste, conosce i loro parenti, diventa loro amico, e poi deve accompagnarli al patibolo per farli impiccare o addirittura deve ucciderli come accadde quel giorno. Non si può chiedere a un uomo di essere pastore e macellaio nello stesso tempo, conclude l'avvocato.
Dopo lunga camera di consiglio, il verdetto, accogliendo in parte le tesi della difesa, sarà relativamente mite per il giovane.

## Personaggi
- John Weber - Avvocato difensore, interpretato da Steve Coogan
- Kathleen Marais - Procuratore, interpretata da Andrea Riseborough
- Leon Labuschagne - Imputato, interpretato da Garion Dowds
- giudice J.P. van Zyl - Giudice capo, interpretato da Marcel van Heerden
- Pierre De Villiers - Cognato dell'avvocato Weber, interpretato da Robert Hobbs
- Ufficiale garante, interpretato da Deon Lotz